# الشبيه (رواية)
الشبيه أو القرين (الروسية: Двойник) رواية قصيرة من تأليف الكاتب الروسي فيودور دوستويفسكي. كتب دوستويفسكي الرواية بين عامي 1845 و1846، ونُشِرت للمرة الأولى في 30 يناير من العام 1846 في مجلة «مذكرات الوطن» (Отечественные записки)، ومن ثمَّ نُشِرت مرة أخرى منفصلة في 1866 بعد أنَّ نقَّح فيها دوستويفسكي. تُعدُّ هذه الرواية أكثر أعمال دوستويفسكي تأثراً بنيقولاي غوغول، وعنوانها الفرعي «قصيدة من بطرسبورغ» مقتبس من رواية غوغول «النفوس الميتة»، ويرى فلاديمير نابوكوف أنَّ هذه الرواية هي محاكاة لقصة «المعطف» من تأليف غوغول، بينما ذهب بعض النقاد إلى أنَّ دوستويفسكي كتب هذه الرواية في مقابل قصة غوغول الأخرى «الأنف». يُنظَر إلى هذه الرواية كنسخة نفسية من أعماله الأخلاقيَّة-النفسية اللاحقة، وتبرز فيها معالم الفكر الوجودي، ويُركِّز النُّقاد في تناولهم الرواية على قضيَّة البحث عن الهوية، ويكتب أحد النُّقاد أن الموضوع الرئيسي للرواية هو التأثير المُهلك للإرادة الإنسانية وبحثها المستمر عن الحرية المطلقة، بينما يبتعد بعض النُّقاد عن هذا التفسير الفرداني ويرون أنَّ انكسار هويَّة الشخصية الرئيسية حدث بفعل البيروقراطية والأوضاع المجتمعيَّة الرديئة التي يعيش فيها.

## القصة
تركِّز الرواية على ازدواج الشخصية والصراع النفسي الداخلي للشخصية الرئيسية «جاكوب بيتروفيتش غوليادكين». يعمل غوليادكين موظفاً لدى الحكومة، ويصادف مراراً شخصاً يُشابهه تماماً في المظهر، ولكنَّه يحمل شخصيَّة مناقضة للتي لديه، غوليادكين ضعيف الشخصية أمَّا قرينه فهو واثق وعدواني ومنفتح. رتبة غوليادكين في مجتمعه البيروقراطي منخفضة مقارنة بنبلاء طبقته، وفي الفترة الأخيرة واجه غوليادكين مشاكل نفسية، فبدأ باستشارة طبيب نفسي. يخاف الطبيب على غوليادكين أن يُجنَّ، ويُخبره أن نفوره من حياته الاجتماعية هو تصرُّف خطير للغاية، ويقترح عليه أن يمضي مزيداً من الوقت مع رفقائه. يُقرِّر غوليادكين أن يذهب إلى حفلة ميلاد ابنة مدير مكتبه، وبعد سلسلة من المواقف الاجتماعية الفاشلة، يخرج غوليادكين من الحفلة ويعود أدراجه إلى بيته، وفي الطريق أثناء عاصفة ثلجية يلتقي غوليادكين بقرينه لأوَّل مرة. وبقيَّة الرواية تتمحور حول العلاقة بين القرينين، في البداية كانت العلاقة بين السيد غوليادكين (الشخصية الرئيسية) وغوليادكين الابن (القرين) علاقة صداقة ودودة، ولكنَّ غوليادكين الابن يستمرُّ في التدخُّل في شئون السيد غوليادكين في محاولة للسيطرة على حياته، وهكذا تتدهور العلاقة بينهما ويصيرا عدوين لذوذين. يعمل القرن في نفس وظيفة ومكان عمل الشخصيَّة الرئيسية، وبسبب مهارة غوليادكين الابن الاجتماعية وقوُّة شخصيته يصير محبوباً بين زملائه، على عكس السيد غوليادكين، وفي نهاية الرواية يبدأ السيد غوليادكين في رؤية مزيد من النسخ المطابقة له في الشكل، ويصاب بخلل ذهني نفسي، وفي آخر الرواية يُلقَى في مصحَّة نفسية تحت رعاية طبيبه السابق.

## وصلات خارجية
- الشبيه (Двойник)، النص الأصلي بالروسية.(بالروسية)
- الشبيه (The Double)، ترجمة إلى الإنجليزية.(بالإنجليزية)